# Aeroportul Kautokeino
Aeroportul Kautokeino (IATA: QKX, ICAO: ENKA) este un aeroport din Comuna Kautokeino, Finnmark, Norvegia ce deservește zona Comuna Kautokeino. A fost numit după zona deservită.
Situat la o altitudine de 355 m, aeroportul dispune de 1 pistă.

## Infrastructură

### Piste
Aeroportul dispune de o singură pistă. Pista 01/19 are suprafața de sol și dimensiunile 1.200 m × 40 m. 